# Houten hoofd
Houten hoofd is een stripreeks die begonnen is in augustus 2005 met Philippe Foerster als schrijver en tekenaar.

## Albums
| Nummer | Titel                               | Uitgever   | Jaar van uitgave |
| ------ | ----------------------------------- | ---------- | ---------------- |
| 1      | De puzzelfee                        | Le Lombard | 2005             |
| 2      | Dix petits golems                   | Le Lombard | 2006             |
| 3      | La métamorphose d'Alléluia Carabine | Le Lombard | 2007             |

### Integraal
| Titel     | Uitgever   | Jaar van uitgave |
| --------- | ---------- | ---------------- |
| Intégrale | Le Lombard | 2013             |